# انجمن سری ابرشروران
انجمن سری شروران بزرگ (به انگلیسی: Secret Society of Super Villains) که همچنین با عنوان کوتاه شده انجمن سری نیز شناخته می‌شود، یک گروه شرور بزرگ در کتاب‌های کامیک آمریکایی منتشر شده توسط شرکت دی‌سی کامیکس است. این گروه برای اولین بار در شماره ۱ مجموعه نام‌بخش خود به همین نام (مه-ژوئن ۱۹۷۶)، به عنوان دشمن گروه لیگ عدالت آمریکا معرفی شدند.